# Гордон, Филип
Филип Х. Гордон (англ. Philip H. Gordon; род. 1962) — американский дипломат, советник вице-президента США по национальной безопасности с 21 марта 2022 года.

## Биография
Филип Гордон родился в 1962 году. Он получил степень бакалавра в Университете Огайо в 1984 году, а затем продолжил обучение в Школе передовых международных исследований, получив степень магистра в 1987 году и докторскую степень в 1991 году.

## Карьера
Гордон занимал ряд исследовательских и преподавательских должностей, в том числе в Брукингском институте в Вашингтоне и Международном институте стратегических исследований в Лондоне.
С 1998 по 1999 год он занимал должность директора по европейским делам в Совете национальной безопасности при президенте Билле Клинтоне.
В 2013—2015 годах Гордон служил специальным помощником президента и координатором Белого дома по Ближнему Востоку, Северной Африке и региону Персидского залива. Он также занимал должность помощника госсекретаря по европейским и евразийским делам заместителя госсекретаря Хиллари Клинтон с мая 2009 по март 2013 года. Во время работы помощником госсекретаря Гордон уделял особое внимание сотрудничеству с Европой по глобальным вопросам и продвижению коммерческих интересов США.
При администрациях Обамы и Байдена Гордон работал старшим научным сотрудником по внешней политике США в Совете по международным отношениям, где он сосредоточился на внешней политике США.
21 марта 2022 года стало известно, что Гордон сменит Нэнси Макэлдауни на посту советника вице-президента по национальной безопасности.